# Ictaluridae
La famiglia Ictaluridi (Ictaluridae Gill, 1861) comprende 51 specie di pesci d'acqua dolce noti in italiano con il nome di pesci gatto, appartenenti all'ordine Siluriformes.

## Distribuzione e habitat
Nord America e Centro America, dal sud del Canada al Guatemala.

Alcune specie appartenenti ai generi Ameiurus ed Ictalurus sono state introdotte in Italia ed Europa.

## Descrizione

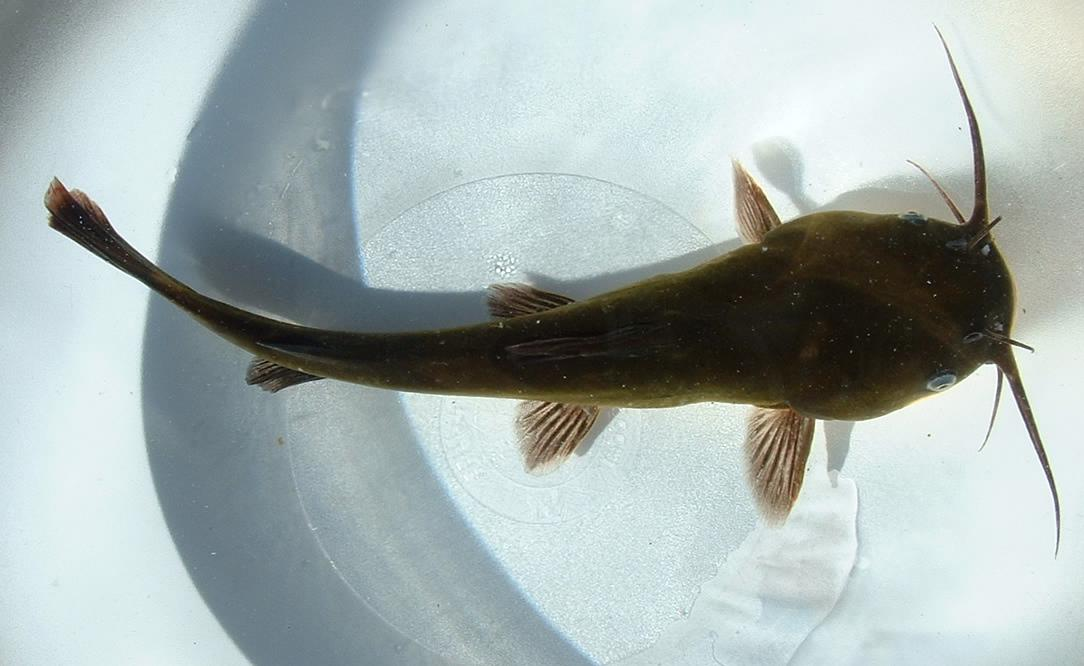
Ictalurus melas : si notino la grossa testa e i barbigli

Presentano un corpo allungato e idrodinamico (siluriforme appunto), piuttosto compresso su ventre e dorso, privo di scaglie, con testa grossa. La bocca è ampia, con 8 barbigli: 2 nasali, 2 mascellari e 4 più piccoli sulla mandibola; non vi sono denti palatini. Le pinne sono tozze, carnose; è presente la pinna adiposa. Sono dotati di una spina, spesso velenifera, sulla prima pinna dorsale e sulle pinne pettorali. 

Le dimensioni sono molto varie secondo la specie, dal piccolo Noturus stanauli di 4,5 cm al grande Ictalurus furcatus di 165 cm.

## Biologia
Abitudini prettamente notturne. 

## Riproduzione
Praticano cure parentali. 

## Alimentazione
Questi pesci sono voraci predatori: si nutrono di insetti, larve, molluschi, piccoli crostacei, invertebrati e pesci.

## Introduzioni
L'introduzione di specie dei generi Ameiurus ed Ictalurus in paesi diversi da quelli di origine ha spesso causato importanti effetti avversi sulle specie di pesci autoctone.

## Pesca
Alcune specie di Ameiurus e Ictalurus sono allevati e pescati (prevalentemente negli USA) per la bontà delle loro carni, oltretutto quasi prive di spine.

## Tassonomia
La famiglia comprende i seguenti generi:
- Ameiurus
- Ictalurus
- Noturus
- Prietella
- Pylodictis
- Satan
- Trogloglanis

Un ulteriore genere, Astephus, è estinto (†).